# Benno Werlen
Benno Werlen (10 de outubro de 1952 em Münster, cantão de Valais) é um geógrafo suíço que estudou nas universidades de Friburgo, Kiel e Zurique, e atualmente é professor de geografia social na Universidade de Jena, na Alemanha.
Reconhecido internacionalmente em especial devido à sua principal obra “Sociedade, Espaço e Ação”, tem participação em diversas instituições científicas internacionais, como o European Research Council e a União Geográfica Internacional (UGI). Nesta última, é diretor e vem trabalhando na “Initative for Global Understanding”.

## Biografia
Iniciou sua educação superior na Universidade de Friburgo, situada na fronteira
entre a Suíça francesa e a alemã, formando-se em literatura alemã e francesa. Resolvido a fazer também um curso de história, foi atraído pelas aulas de geografia do professor Jean-Luc Piveteau e interessou-se pela Geografia. Graduou-se então em Geografia e Ciências Sociais (Sociologia, Economia e Antropologia Cultural).
Incentivado pelas apresentações e ideias de Anne Buttimer, Paul Claval, Roger Brunet, Claude Raffestin, Jean-Bernard Racine, Antoine Bailly, Yves Lacoste, entre outros, interessou-se pela Geografia Humana e Social. Sua primeira dissertação, publicada em 1980, tratava do funcionalismo na Geografia, Ciências Sociais, Antropologia Cultural e Economia.
Em 1985, em Zurique, apresentou a tese de doutorado, que foi publicada pela primeira vez em 1987, como “Gesellschaft, Handlung und Raum” (“Sociedade, Ação e Espaço”), com uma segunda edição publicada em 1988, e uma parte
do livro, traduzida para o inglês, foi publicada em 1993 como “Society, Action and Space”.
Afiliando-se ao King’s College, envolveu-se com a comunidade das ciências sociais, ao lado de David Held, John Thompson, Teresa Brennan, Susan James, Ernest Gellner outros. Afiliando-se ao Sidney Sussex College, a convite do geógrafo Richard Chorley conviveu com geógrafos como Graham Smith, Stuart Corbridge, Chris Philo, Jennifer Robinson, Ron Martin e outros.
Teve contacto com Anthony Giddens e sua “teoria da estruturação”, fazendo uma espécie de “revisão” da teoria de Giddens para uma perspectiva de pesquisa geográfica centrada na ação/agência, introduzindo a dimensão espacial de maneira sistemática e compatível com a ação. Em Cambridge, começou a “desenvolver uma teoria do espaço compatível com a teoria social, reconstruindo as suposições básicas de vários conceitos de espaço usados no contexto das teorias e metodologias geográficas (...) e avaliando-as segundo visões de mundo centradas na prática. Essa é a base para a elaboração, pela Geografia Social,
da “regionalização cotidiana”.

## Linha de estudo
Na Geografia, Werlen é conhecido por tomar "como ponto de partida um sujeito-ator como protagonista da ação e da interação nas estruturas sociais e de como a representação influência a ação. Segundo o geógrafo brasileiro Rogério Haesbaert, o neo-kantista Werlen faz, no que se refere a perspectivas contemporâneas sobre a região, e junto com o pós-estruturalista Nigel Thrift, parte de correntes mais idealistas (oposto a correntes mais materialistas), "que enfatizam a região/regionalização como instrumento de análise", pois pensa em termos de um racionalismo inspirado em Anthony Giddens e considera a regionalização em múltiplas
escalas, do local ao global".
Na sua obra Society, Action and Space (Sociedade, Ação e Espaço), Werlen tentou formular "uma nova epistemologia geográfica a partir da ação", visando a "abandonar a geografia dos objetos e produzir uma geografia dos sujeitos", "uma geografia como ciência da ação". Para Werlen, o espaço "não existe materialmente, é um conceito classificatório, um quadro de referência para os conteúdos físicos das ações". Porém, a abordagem dele é criticada por Maria Laura Silveira, baseada em Milton Santos, por causa de sua ênfase na "razão" em vez da "emoção".

## Publicações
- Espacialidade social. A construção de realidades geográficas. Traduzido do alemão por Rafael Humberto Silveira. São Paulo: Ed. Unesp, 2025. ISBN: 978-65-5711-242-7.
- Sozialgeographie. Eine Einführung. UTB 1911. Bern: Haupt Verlag, 2008 (3., vollständig überarbeitete und erweiterte Auflage).
- Sozialgeographie alltäglicher Regionalisierungen, Band 3: Ausgangspunkte und Befunde empirischer Forschung. Stuttgart: Franz Steiner Verlag, 2007.
- Sozialgeographie alltäglicher Regionalisierungen, Band 2: Globalisierung, Region und Regionalisierung. Stuttgart: Franz Steiner Verlag, 2007.
- Juntamente de P. Weichhart e C. Weiske: Identity and Image. Das Beispiel Eisenhüttenstadt. Abhandlungen zur Geographie und Regionalforschung 9. Viena: Institut für Geographie und Regionalforschung, 2006.
- "Regionalismo e sociedade política", tradução de Rogério Haesbaert, GEOgraphia, vol.2, No.4 (2000).
- Gesellschaft, Handlung und Raum, 1987/ 1988.
- Society, Action and Space: An Alternative Human Geography . London, New York: Routledge, 1993, ISBN 0415069661.